# 陳又凌
陳又凌（？—），中華民國繪本作家。陳又凌2015年與劉旭恭、林廉恩、王書曼、徐銘宏等四位臺灣作家一起入圍義大利波隆那童書展。隔年再次榮獲義大利波隆那童書展插畫獎。著有《媽咪怎麼了》、《會生氣的山》、《台灣地圖》、《台灣最美的地方：國家公園地圖》等繪本。

## 作品
- 《媽咪怎麼了》
- 《會生氣的山》[3]
- 《台灣地圖》2017/01/26出版／EAN9789570848748／聯經出版
- 《台灣最美的地方：國家公園地圖》2019/01/25出版／EAN978957852516／聯經出版
- 《奧運》[4]

## 得獎
- 2014年金蝶獎入選
- 2015年信誼基金會兒童文學獎圖畫書組入選
- 2015年榮獲義大利波隆那童書展插畫獎
- 2016年榮獲義大利波隆那童書展插畫獎
- 2017年韓國南怡島插畫獎

## 展覽
- 陳又凌與夏曼˙藍波安、里慕伊˙阿紀、甘耀明、阮慶岳、蔡兆倫、巴代、高翊峰、蘇偉貞、臥斧、周見信、御我一起參加新加坡書展[5]